# OCR-B
OCR-B es un tipo de letra monoespaciado, desarrollado en 1968 por Adrian Frutiger para Monotype siguiendo el estándar definido por Ecma International.
Su función es facilitar el reconocimiento óptico de caracteres por parte de dispositivos electrónicos y, en concreto, en el ámbito financiero y de la banca. Se aceptó como estándar mundial en 1973. Sigue el estándar ISO 1073-2:1976 (E), revisado en 1979.  Incluye todos los caracteres del conjunto ASCII, además de otros necesarios en el sector bancario. Es ampliamente usado para los números del Código Universal de Producto o EAN.
También se usa para la lectura mecánica de pasaportes.
Comparte este uso con OCR-A, pero su aspecto es más natural para el ojo humano y tiene un aspecto menos técnico.

## Historia
En junio de 1961, European Computer Manufacturers Association (ECMA, actual Ecma International) empezó a desarrollar estándares relacionados con el reconocimiento óptico de caracteres (OCR). Tras estudiar los diseños para OCR existentes en el momento, decidieron desarrollar dos nuevos tipos de letra: uno con un diseño altamente estilizado de solo dígitos (llamado «Clase A») y otro con un diseño más convencional y una cantidad de caracteres mayor («Clase B»). En febrero de 1965, ECMA propuso a la Organización Internacional de Normalización (ISO) un diseño para la clase B, que lo aceptó como el estándar internacional ISO 1073-2 en octubre del mismo año.
La primera versión incluía tres tamaños de letra: I, II y III. El estándar incluía un diseño de imprenta de alta calidad, así como otro con un ancho de trazo constante para impresoras, de menor calidad.
En septiembre de 1969, ECMA empezó a trabajar en publicar una versión del estándar. Para conseguir aumentar el uso de OCR-B, modificaron las formas de algunos caracteres. Esta nueva versión eliminó el tamaño II, que apenas se había usado en la práctica. También quitó cinco caracteres y añadió un nuevo tamaño (IV). ECMA publicó la segunda edición de OCR-B en octubre de 1971.
En marzo de 1976, ECMA publicó una tercera versión de su estándar ECMA-11. Añadió los símbolos § y ¥ a OCR-B, dos tipos de marcas de borrado (█) para sobreescribir con ellos los fallos de impresión y cambió la longitud de la pleca para coincidir con la de ISO 1073-2.
En 1993, Turquía propuso extender el ISO 1073-2 para incluir las letras turcas Ğğ, İı y Şş. La propuesta se generalizó para incluir en OCR-B otros caracteres de los alfabetos latino y griego en uso por varios idiomas europeos.: 27  Se empezó a trabajar en versión revisada de ISO 1073-2:1976, produciendo tres borradores. El borrador final hubiera añadido a OCR-B 40 caracteres latinos y 10 letras griegas, además de ajustar las formas de 6 letras del alfabeto latino.: 26  Se rechazó una propuesta para añadir a OCR-B acentos para el alfabeto vietnamita.: 27  A diferencia de las versiones anteriores del estándar, que definían las formas de los caracteres por medio de dibujos de referencia, la nueva versión incluía las formas según su lectura mecánica.: 26  Sin embargo, no se consiguió un apoyo suficiente en la industria, y la nueva versión quedó paralizada en 1997.: IV  El grupo de trabajo resumió sus resultados en un informe técnico.: 1 

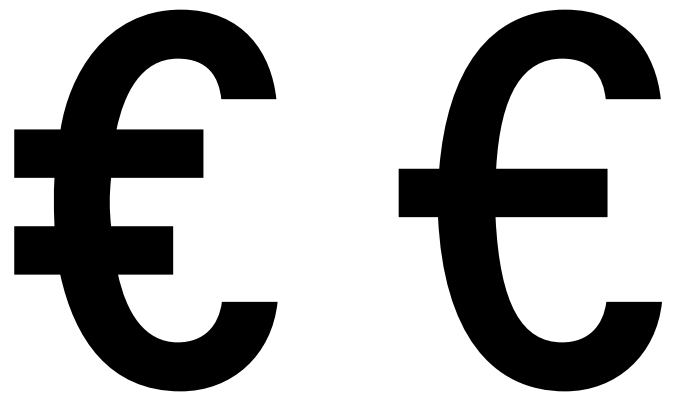
Las dos propuestas para el diseño del símbolo del euro en OCR-B

En junio de 1998, el Comité Europeo de Normalización publicó un informe en el que proponía añadir el símbolo del euro a OCR-B. El informe propuso dos diseños: uno con una línea y otro con dos líneas paralelas que cruzan la letra. Se propuso estudiar qué variante incluir después de estudiar su rendimiento para el reconocimiento óptico de caracteres.: 4  Las pruebas no fueron fáciles: los métodos usados cuando OCR-B se diseñó originalmente no pudieron ser reproducidos, y las limitaciones técnicas en el reconocimiento de caracteres de los años 60 ya no eran relevantes gracias a los avances tecnológicos hasta los años 90. Se definió una nueva metodología para las pruebas usando técnicas de reconocimiento más actuales. Las pruebas no indicaron diferencia en el rendimiento para el reconocimiento de ambas variantes, por lo que se recomendó elegir la de dos líneas por ser esta más parecida al diseño oficial sel símbolo. El proyecto no tuvo presupuesto para hacer unas pruebas exhaustivas de todos los nuevos caracteres sugeridos en 1993, y los resultados iniciales no fueron claros.

## Disponibilidad

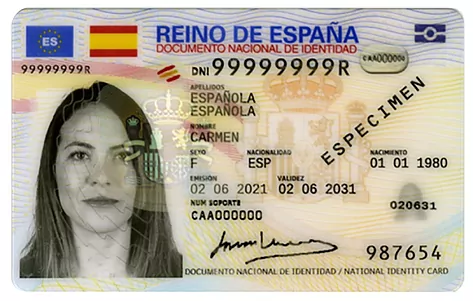
El DNI de España, así como otros documentos de identificación oficiales, usan OCR-B para representar ciertos datos

Microsoft Office ofrece una versión basada en el diseño para imprentas de OCR-B producida por Monotype. Incluye los caracteres de Windows-1252. Varias compañías todavía venden sus versiones de OCR-A y OCR-B.
El sistema de tipografía TeX tiene una versión de ancho de trazo constante de dominio público definida con METAFONT. Fue creada por Norbert Swartz en 1995 y actualizada en 2010. Contiene una opción para ajustar la forma del final de los trazos. La definición también se ha convertido a METATYPE1, y una versión curva está disponible en TrueType y OpenType.
Existe otra versión de ancho de trazo constante creada por Matthew Anderson con más caracteres. Se ofrece bajo una licencia Creative Commons BY 4.0.